# Romániço
Het Romániço (niet te verwarren met Romanica, de Romaanse talen en het Retoromaans) is een kunsttaal die in 1991 door een anonieme auteur is gecreëerd met het doel de kloof te overbruggen tussen het Esperanto, het Ido en het Interlingua. Het Romániço heeft ISO/DIS 639-3-code rco.

## Vergelijking met Esperanto
| Tri Anelos por la Albos sub la celo stelosa, Sep por la Duerga regxos en petra salono, Non por la Hóminos en sortos mortosa, Un por la Nigra Regxo sur nigra trono, En la paeso di Mordor ube jacadan la Umbros. Un Anelo por gubernar los omna, Un Anelo por venifar los, Un Anelo por ad en ténebro raptar los et sklavifar los, En la paeso di Mordor ube jacadan la Umbros. | Tri Ringoj por la elfoj sub la hela cxiel' Sep por la gnomoj en salonoj el sxton'. Naux por la homoj sub la morto-sigel', Unu por la Nigra Regxo sur la nigra tron' Kie kusxas Ombroj en Mordora Land'. Unu Ringo ilin regas, Unu ilin prenas, Unu Ringo en mallumon ilin gvidas kaj katenas Kie kusxas Ombroj en Mordora Land'. |